# Willem van der Nat
Willem Hendrik van der Nat (Leiden, 4 september 1864 - 11 juli 1929) was een Nederlands kunstschilder.
Van der Nat wordt gerekend tot de Leidse Impressionisten, een groep schilders die ook wel met Leidse School wordt aangeduid. Andere Leidse Impressionisten zijn: Arend Jan van Driesten, Chris van der Windt, Lucas Verkoren, Johannes Cornelis Roelandse en Alex Rosemeier.
Stedelijk Museum De Lakenhal in Leiden heeft verscheidene werken van Van der Nat in de collectie.

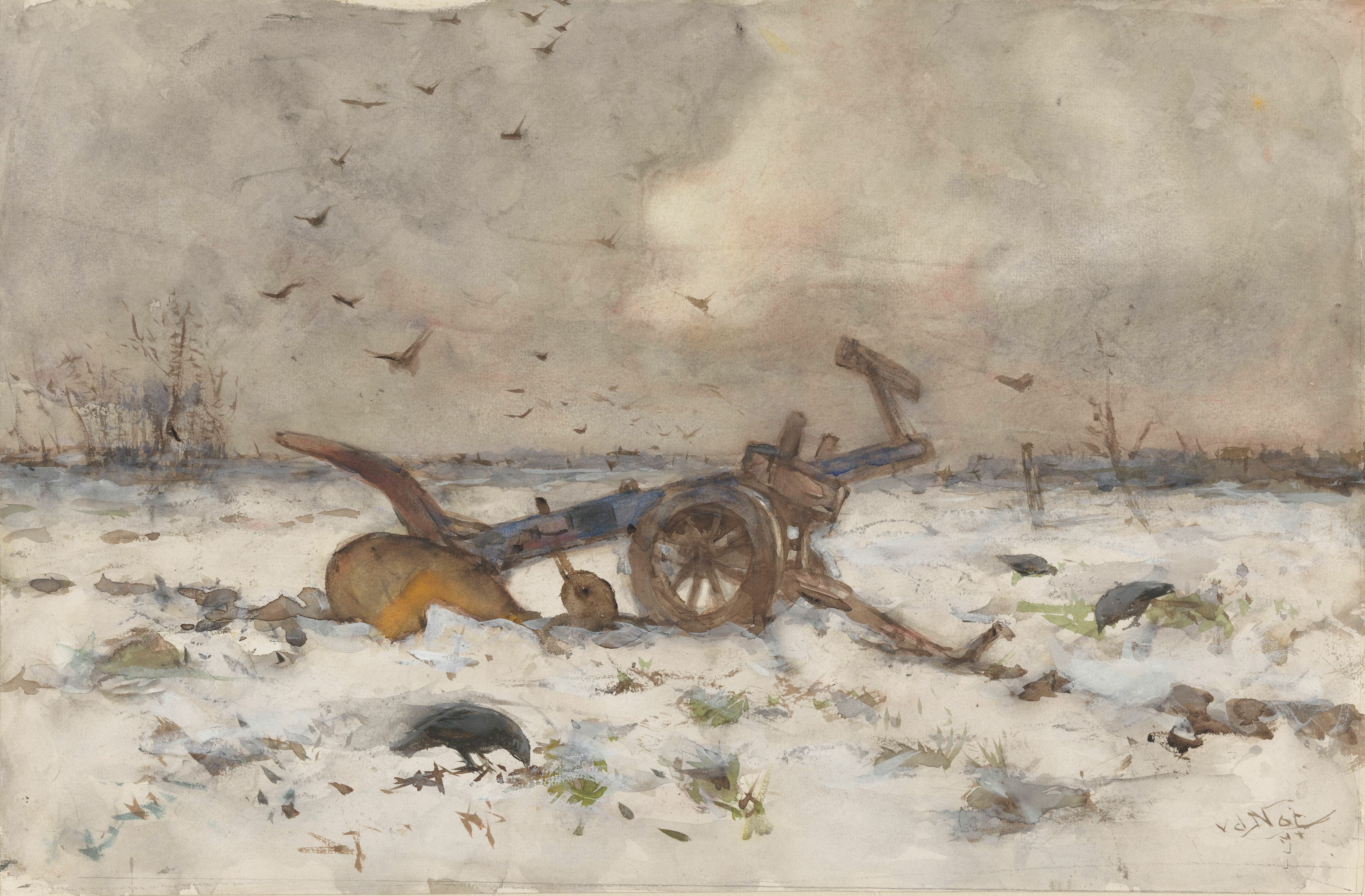
Ploeg op besneeuwde akker (Collectie Rijksmuseum)
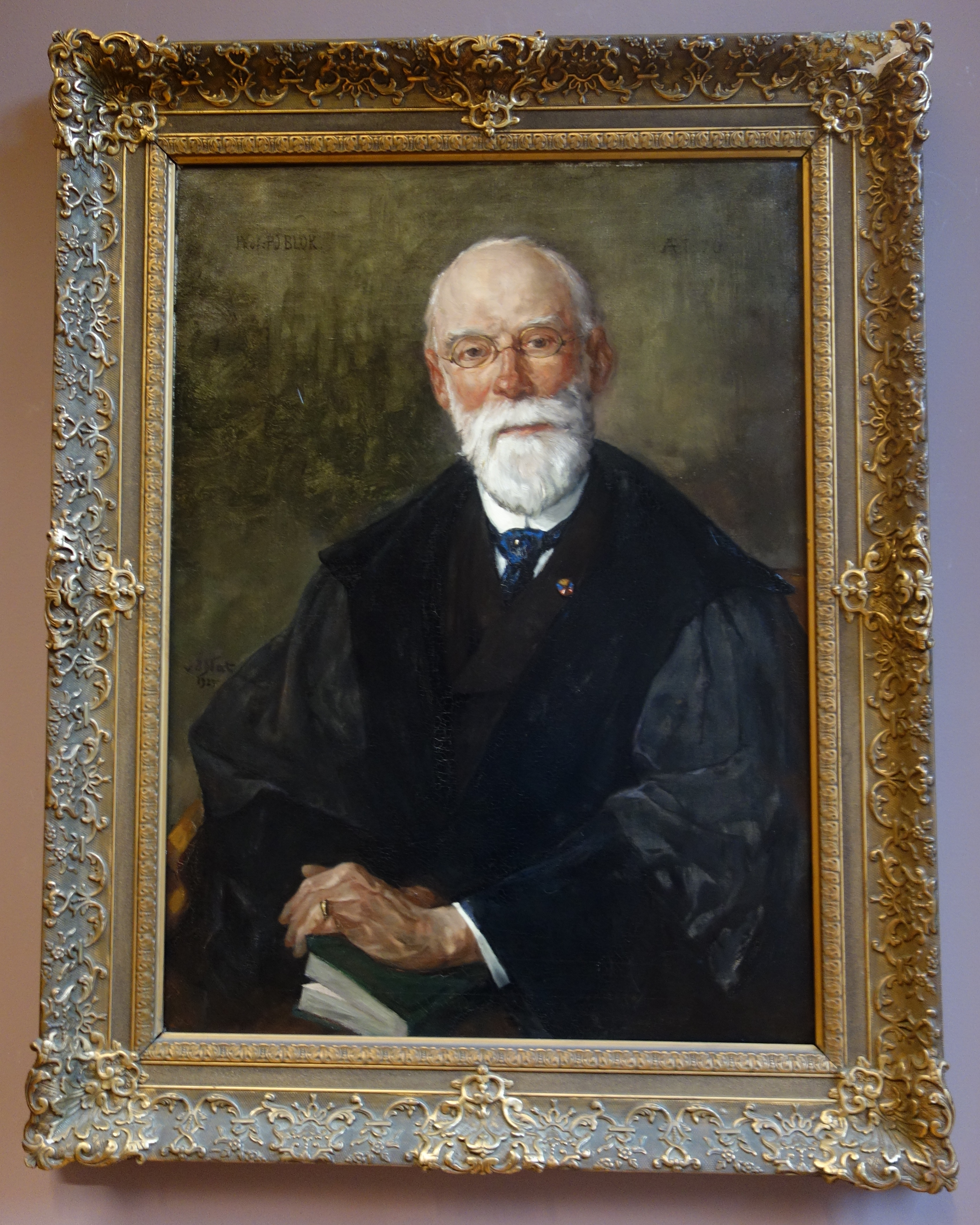
Portret van P.J. Blok (Collectie Universiteit Leiden)

- Biografisch Portaal: 13403121
- Digitale Bibliotheek voor de Nederlandse Letteren: nat_003
- Gemeinsame Normdatei: 174250924
- International Standard Name Identifier: 0000 0000 6802 478X
- Nederlandse Thesaurus van Auteursnamen: 071951393
- RKD-Nederlands Instituut voor Kunstgeschiedenis: 58901
- Union List of Artist Names: 500018074
- Virtual International Authority File: 95791947
- WorldCat: E39PBJpV7Dq4MyHVfYMWFmTGpP